# Saccolabiopsis taiwaniana
Saccolabiopsis taiwaniana là một loài thực vật có hoa trong họ Lan. Loài này được S.W.Chung & T.C.Hsu mô tả khoa học đầu tiên năm 2006.